# Micaria chrysis
Micaria chrysis (лат.) — вид пауков рода Micaria из семейства гнафозиды (Gnaphosidae).

## Описание
Мелкие наземные пауки, длина тела около 3 мм. Самки Micaria chrysis отличаются от похожих афротропических Micaria, таких как Micaria felix, наличием непрерывного переднего капюшона, который загнут и слегка уплощен. У самцов наблюдается небольшое сужение в брюшной части, но нет видимых различий в окраске между передней и задней половинами, как у самцов M. felix. Оба пола темно-коричневого или черного цвета с радужной окраской. На брюшке у них есть два небольших белых пятна близко к переднему краю, которых нет у M. felix. Окраска карапакса самки и брюшка темно-коричневая или черная; ноги I и II с потемневшей нижней половиной бедренных костей; ноги III и IV однородного цвета; нижняя губа, эндиты и хелицеры похожи по цвету на карапакс; стернум светлее карапакса. Карапакс самца и брюшко темно-коричневого или черного цвета; ноги I и II с потемневшей нижней половиной бёдер; ноги III и IV однородного цвета; стернум, нижняя губа, эндиты и хелицеры похожи по цвету на карапакс. Генитальная структура самок M. chrysis очень похожа на структуру Micaria durbana, но у второго вида копулятивные протоки более толстые, а передняя часть более плоская..

## Таксономия
Вид впервые описал в 1910 году французский зоолог Эжен Симон, а его валидный статус подтвердили в 2021 году южноафриканские арахнологи Руан Боойсен и Чарльз Хаддад (Department of Zoology and Entomology, University of the Free State, Блумфонтейн, ЮАР) по типовым материалам из Африки.

## Распространение
Африка: южная, западная и восточная.